# Dienes Sámuel
Dienes Sámuel az Erdélyi Udvari Kancellária hivatalnoka.

## Élete
Erdélyből származott, és 1784. október 28-ától a heidelbergi egyetemen tanult. Saját költségén kiadta Huszti András O Es Ujj Dacia AZ AZ Erdelynek Regi Es Mostani Allapotjarol Valo Historia című művét (Bécs, 1791). Lefordította Karl Anton Martini (1726–1800) Positiones de lege naturali  című jogbölcseleti művének második kötetét, amely úttörő vállalkozás a magyarországi jogbölcseleti irodalomban. Egy 2011-es doktori értekezés szerint a "jelenkori magyar nyelvű szakirodalom legtöbbször erre a műre hivatkozik."
Az Erdélyi Nyelvművelő és Kéziratkiadó Társaságon belüli Magyar Társaság tagja.

## Munkái
- A báró Martini természet törvényéről való állatásainak magyarázatja, melyet német nyelvből magyarra fordított és a maga költségén kiadott. Bécs, 1792. (II. Darab, az I. nem jelent meg.)[5]
- Egy magyar költeménye van a Socrates redivivus (Kolozsvár, 1785) című munkában.